# Barry Edward O'Meara
Barry Edward O'Meara (Irlanda, 1786 – Londra, 3 giugno 1836) è stato un chirurgo irlandese.
Medico della Royal Navy sulla nave Bellerophon, fu medico personale di Napoleone Bonaparte a Sant'Elena, ma nel 1818 fu richiamato in patria per aver simpatizzato con il prigioniero. O'Meara accusò pesantemente il governatore Hudson Lowe di maltrattamenti nei confronti dell'imperatore francese.